# Hilkka Riihivuori
Hilkka Riihivuori (* 24. Dezember 1952 in Jurva; Geburtsname Kuntola) ist eine ehemalige finnische Skilangläuferin, die in den 1970er und frühen 1980er Jahren aktiv war.

## Werdegang
Riihivuori hatte ihren ersten internationalen Erfolg bei den Olympischen Winterspielen 1972 in Sapporo. Dort gewann sie Silber mit der Staffel. Zudem wurde sie Achte über 10 km und Fünfte über 5 km. Bei den Lahti Ski Games 1972 errang sie im 10-km-Lauf und mit der Staffel jeweils den zweiten Platz. Bei den Svenska Skidspelen belegte sie im Jahr 1972 den zweiten Platz über 10 km und im Jahr 1973 den dritten Rang über 5 km. Bei den Lahti Ski Games 1973 siegte sie mit der Staffel. Zudem kam sie im Lauf über 10 km auf den dritten Platz. Im Jahr 1974 gewann sie erstmals den 10-km-Lauf beim Holmenkollen Skifestival. Bei den Nordischen Skiweltmeisterschaften 1974 in Falun wurde sie Vierte mit der Staffel. Mit der Staffel belegte sie bei den Lahti Ski Games im Jahr 1974 und 1976 den dritten und im Jahr 1975 den zweiten Platz. Bei den Olympischen Winterspielen 1976 holte sie erneut Silber mit der Staffel. Außerdem errang sie den neunten Platz über 10 km und den vierten Platz über 5 km. Im folgenden Jahr siegte sie beim Holmenkollen Skifestival über 5 km und wurde dafür mit der Holmenkollen-Medaille geehrt. Bei den Nordischen Skiweltmeisterschaften 1978 in Lahti und zugleich Lahti Ski Games gewann sie die Bronzemedaille über 10 km, die Silbermedaille über 5 km und die Goldmedaille mit der Staffel. Zwei Jahre später holte sie bei den Olympischen Winterspielen 1980 in Lake Placid über 5 und über 10 km jeweils die Silbermedaille. Mit der Staffel wurde sie Fünfte. Im selben Jahr siegte sie bei den Lahti Ski Games im 10-km-Lauf und beim Holmenkollen Skifestival über 5 und 10 km. In ihrer letzten aktiven Saison 1981/82 belegte sie den 12. Platz in der Gesamtwertung des Skilanglauf-Weltcups. Beim Saisonhöhepunkt den Nordischen Skiweltmeisterschaften 1982 in Oslo holte sie Bronze über 20 km und jeweils Silber über 5 und 10 km. Mit der Staffel wurde sie Vierte. Von 1980 bis 1982 wurde sie in Finnland dreimal in Folge Sportlerin des Jahres.
Riihivuori ist Cousine der früheren finnischen Biathleten Erkki Antila und Keijo Kuntola.

## Erfolge

### Olympische Winterspiele
- 1972 in Sapporo: Silber mit der Staffel
- 1976 in Innsbruck: Silber mit der Staffel
- 1980 in Lake Placid: Silber über 5 km, Silber über 10 km

### Weltmeisterschaften
- 1978 in Lahti: Gold mit der Staffel, Silber über 5 km, Bronze über 10 km
- 1982 in Oslo: Silber über 5 km, Silber über 10 km, Bronze über 20 km